# Révulsif
Un procédé ou produit est dit révulsif lorsqu’il permet de retenir le sang sur une partie du corps (le plus souvent, la peau) en provoquant une irritation locale. Cela était un temps utilisé pour faire cesser un état congestif ou inflammatoire, jusqu’à l’utilisation massive des antibiotiques et anti-inflammatoires.
Sont considérés comme des procédés révulsifs le sinapisme et certains autres cataplasmes, la ventouse ou la friction à l'alcool.

## Source
- « Révulsif » sur l’encyclopédie Larousse en ligne